# Hymne national du Pérou
L'hymne national du Pérou est un symbole national péruvien. Il fut écrit par José de la Torre Ugarte et composé par José Bernardo Alcedo. Sa composition musicale fut présentée pour la première fois au théâtre municipal de Lima sous l'interprétation de la chanteuse Rosa Merino.
L'hymne fut ensuite adopté en 1821 sous l’appellation de Marcha nacional del Perú. En revanche, parmi la population, il est mieux connu sous le nom de « Somos libres, seámoslo siempre » (français: « Nous sommes libres, restons-le à jamais »).

## Histoire
Après la proclamation d'indépendance, le général José de San Martín organisa un concours public afin d'adopter un hymne national pour le Pérou. L'appel à concours fut publié le 7 août 1821 et parut dans la Gazette du gouvernement.
L'annonce s'adressait principalement aux professeurs de belles-lettres, aux compositeurs et aux amateurs du public général ; ceux-ci durent remettre leurs compositions au Ministère d'État avant le 18 septembre 1821. L'auteur de la pièce élue serait récompensé avec la reconnaissance du public et du gouvernement.
Les sept compositions qui ont participé au concours furent présentés comme suit :
- La pièce du musicien chef du bataillon "Numancia"
- La pièce du maître Alcedo
- La pièce du maître Huapaya
- La pièce du maître Tena
- La pièce du maître Filomeno
- La pièce du Père Aguilar, maître de la chapelle des Agustinianos
- Une autre pièce du maître Alcedo, à la demande du Frère du Couvent de Santo Domingo.

On note dans la musique finalement retenue plusieurs allusions à La Marseillaise.

## Version en quechua
Le quechua est la deuxième langue parlée au Pérou, où il est officiel avec l'espagnol. À cet effet, l'hymne en espagnol a été adapté au quechua du Sud. Actuellement, il existe deux versions de l'hymne péruvien en quechua; la première fut composée par Demetrio Túpac Yupanqui et la deuxième fut publiée par l'Académie majeure de la langue quechua, seule institution qui normalise la langue quechua.
Demetrio Tupah Yupankip t'ikrasqan

(Qhuchuntin)

Qispisqañam kachkanchik

ñawpaq kananchik wiñaypaq,

ñawpaqtaraq pakachun

wach'inta Intinchik pakachun

Sayasunmi ñuqanchik chiqapta

Llaqtanchikmi wiñaypaq ruwasqa (3 kuti)

(Yarayma)

Achka watam piruwanu sarusqa,

qillay waskhata aysapurqan

kamallisqa millay kawsayriyman

achka watam,

unay watam

achka watam ch'inpi llakirqan

Chay chayllapim willka qaparimuy,

qispiriypi k'ancharikamun

rikch'ariymi llapapaq kamakun.

sarunchasqan, sarunchasqan

sarurchasqan qispiyta yallin

saruchasqan qispiyta yallin

qispiyta yallin
Huk runap t'ikrasqan (Traduction officielle de l'Académie majeure de la langue quechua)

(Qhuchuntin)

Qespichisqan kanchis wiñaypaq, kananchis wiñaypaq 

Ñaupaqtaqa k´anchanta, pakachun, k’anchanta inti 

Pisisun willkachasqa munayman, 

Hanaqchan llaqtanchismi wiñayman 

Pisisun willkachasqa munayman 

Hanaqchan llaqtanchis wiñayman 

Pisisun willkachasqa munayman 

Hanaqchan llaqtanchis wiñayman. 

(Yarayma)

Llaqta runan unay wata mat'isqa 

Tajyachaqnin waskharta aysarqan 

Wiñaychasqa usuy warma kaymanmi 

Unay pacha, unay pacha 

Unay pachan phutikuq ch’inllá 

Willka qapariynin ñak’aymanta 

qespi qocha patapi uyarikun 

Ñak’ay warma kayninta chhafchirispan 

K’umuchisqa, k’umuchisqa 

K’umuchisqa mat’inta hoqarin 

K’umuchisqa mat’inta hoqarin 

Mat’inta hoqarin